# Schräghaupt
Der Schräghaupt ist ein einfaches Heroldsbild in der Heraldik und eine besondere Form des Schildhauptes.
Dargestellt wird ein Abschnitt im Wappen, bei dem die Begrenzungslinie der zwei dadurch entstehenden Felder von der Mitte des Seitenrandes zur Mitte des oberen Wappenrandes verläuft. Das Heroldsbild kann durch den Schnittverlauf ein rechtes oder linkes Schräghaupt sein. Beiderseits der Schnittlinie sind alle heraldischen Formen und Farben möglich.
Am Schildfuß kann sinngemäß ebenso geteilt werden und es entstehen der rechte beziehungsweise der linke Schrägfuß.